# Charoides signaticornis
Charoides signaticornis är en skalbaggsart som först beskrevs av Thomson 1868.  Charoides signaticornis ingår i släktet Charoides och familjen långhorningar. Inga underarter finns listade i Catalogue of Life.